# Кущівник перлистий
Кущівни́к перлистий (Megastictus margaritatus) — вид горобцеподібних птахів родини сорокушових (Thamnophilidae). Мешкає в Амазонії. Це єдиний представник монотипового роду Перлистий кущівник (Megastictus).

## Опис

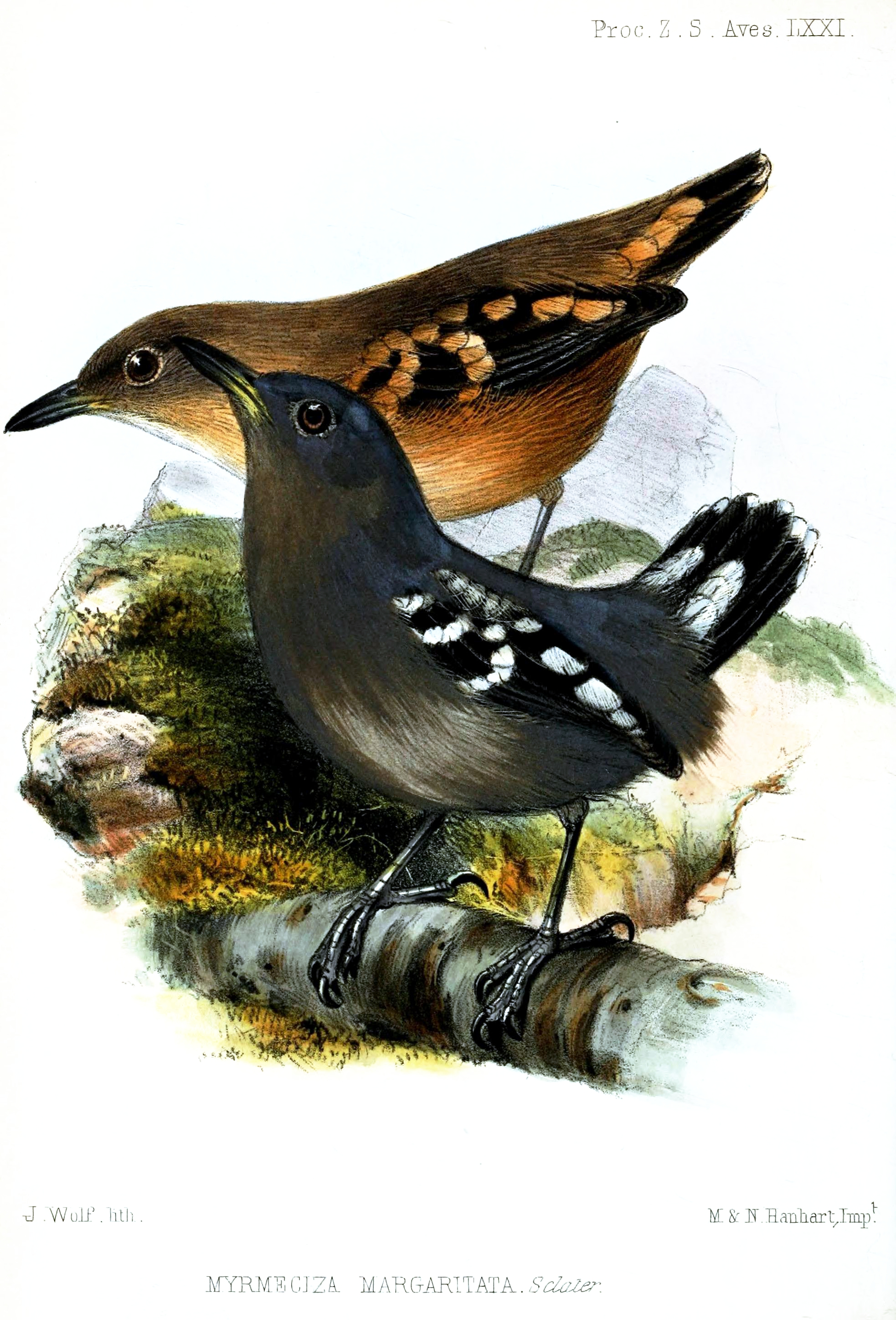
Пара перлистих кущівників

Довжина птаха становить 13,5-14 см, вага 18-21 г. Виду притаманний статевий диморфізм. У самців верхня частина тіла сіра, крила і хвіст чорні, на крилах і хвості білі плями. Нижня частина тіла світло-сіра. У самиць верхня частина тіла коричнева, крила і хвіст чорні, на крилах і хвості яскраво-охристі плями. Нижня частина тіла жовтувато-охриста. Райдужки білуваті.

## Поширення і екологія
Перлисті кущівники мешкають на півдні Венесуели (південний захід Болівару, південь Амасонасу), на сході і півдні Колумбії, на сході Еквадору і Перу та на крайньому заході і в центрі Бразильської Амазонії. Вони живуть в підліску вологих і сухих рівнинних тропічних лісів. Зустрічаються парами, на висоті до 1250 м над рівнем моря. Не приєднуються до змішаних зграй птахів. Живляться комахами, на яких чатують серед рослинності.